# 지진경보체계

긴급지진속보

지진경보체계(Earthquake warning system, earthquake early warning system, EEW)은 지진시에 경보를 발하고 피해를 최소화하는 것을 목적으로 한 안전 관리 시스템이다. 일본 기상청이 발표하는 긴급지진속보는 지진경보체계의 일종이다.

## 같이 보기
- 긴급지진속보
- 전국순간경보시스템
- 지진조기경보